# Mais-valia
Mais-valia (calque do alemão Mehrwert) ou mais-valor é o termo famosamente empregado por Karl Marx à diferença entre o valor final da mercadoria produzida e a soma do valor dos meios de produção e do valor do trabalho que é a base do lucro no sistema capitalista.

## A mais-valia em Marx
Ao analisar a gênese do lucro capitalista, Marx toma como ponto de partida as categorias da Escola Clássica Inglesa: já Adam Smith havia observado que o trabalho incorporado em uma mercadoria (o seu custo de produção em termos de salários) era inferior ao "trabalho comandado" (aquilo que a mercadoria podia, uma vez vendida, "comprar" em termos de horas de trabalho). Para Smith, esta discrepância é que explicava a existência do lucro, mas não suas causas. Smith considerava que o lucro estava associado à propriedade privada do capital, na medida em que a renda de um empresário dependia menos do seu trabalho como gerente do que do volume dos seus investimentos, mas tal não explicava a existência do lucro como um overhead sobre os custos de produção em termos de salários. Uma das saídas que Smith considera, é que lucro é proveniente da oferta e da procura. Ou seja, o lucro é criado pelo mercado. Distancia o lucro (riqueza) do processo de trabalho.
Para David Ricardo tal se dava devido ao fato de o salário gravitar sempre em torno dos seus níveis "naturais" - isto é, de um mínimo de subsistência fisiológica. Caso, em função de uma escassez de mão-de-obra, o salário subisse além do nível natural, os operários se reproduziriam de tal forma que a oferta excessiva de trabalho deprimiria de novo os salários ao mesmo nível natural. Para Ricardo, o lucro acabava sendo simplesmente um "resíduo" - aquilo que sobrava como renda do empresário depois de pagos os salários de subsistência e as rendas da terra; como a teoria da renda da terra ricardiana propunha que a ocupação de terras sempre piores inflava os custos de reprodução da mão de obra, haveria uma tendência aos lucros serem comprimidos no longo prazo.
Marx adotou tal teoria ricardiana nas suas obras de juventude, como o Manifesto Comunista; mais tarde, no entanto, verificou que os valores dos salários, variando de uma sociedade a outra, não se reduziam ao elemento biológico, mas pelo contrário incorporavam elementos sociais e culturais ("como poderia um operário francês subsistir sem seu vinho?" diz ele em O Capital). Entretanto, torna-se imprescindível recorrer à Teoria da Exploração concebida pelo autor, visto que as considerações que são trazidas de David Ricardo são mostradas como contundentes a partir da observação da reprodução da força de trabalho, segundo a qual, pressões salariais são nitidamente apresentadas devido à necessidade de sobrevivência dos trabalhadores e a sua posse ser unicamente a própria força de trabalho, fazendo com que isso se encolha como remuneração mínima de forma genérica.
Torna-se evidentemente promissor que o entendimento de valor de uso e valor de troca são os conceitos elementares do estudo sobre taxa e massa de mais-valia, uma vez que suas especificidades na composição orgânica do capital são mensuradas pelo que o trabalhador necessita em termos de mercadoria e como precisa "alugar" sua energia vital, como também uma mercadoria. Estão nestes limiares descritos no primeiro capítulo de O Capital, onde Marx formula metodologicamente uma construção que desencadeia os antagonismos entre capital x trabalho, sendo o capital resultado de massas de mais-valia e de tempo de trabalho não remunerado historicamente, portanto costurando a crítica rigorosamente numa luta entre trabalhadores vivos x capital (trabalho morto).
É importante lembrar que, segundo o Marx maduro, não se pode falar em valor do trabalho, já que o trabalho é o próprio valor, do mesmo jeito que não podemos definir um peso para a gravidade, uma temperatura para o calor ou uma intensidade para eletricidade, dessa maneira o que o trabalhador vende ao capitalista é a sua força de trabalho, ou seja a força geradora de valor. Como coloca Marx, o valor da força de trabalho é medido socialmente, ou seja, é calculado uma média do tempo necessário para executar determinado trabalho, e não sobre a produtividade individual, surgindo assim uma média salarial para cada emprego, caso correspondesse ao tempo concreto gasto na produção de cada mercadoria individual, seriam os trabalhadores menos habilidosos que produziriam as mercadorias mais valiosas, pois demorariam mais tempo para produzi-las.
Para Marx, sendo o trabalho o próprio valor, todo valor de uma mercadoria deve ser usado a fim de preservar a vida do trabalhador, mas o capitalista remunera o trabalhador com um salário de valor mais baixo do que o valor que foi produzido, e apropia para si o valor que deveria ser pago ao trabalhador, formando assim o trabalho pago e o trabalho não pago, o trabalho não pago é a mais-valia. A mais-valia consiste em uma unidade social, é um valor a mais do que existia no mundo em um momento anterior, dela a sociedade tira os custos da produção e reprodução da vida, e o capitalista o seu lucro. É importante notar a diferença de lucro para mais-valia, o lucro é só uma parte da mais-valia, a sociedade destina a mais-valia para diversos setores. O que existe é uma disputa pela mais-valia, de um lado a classe trabalhadora querendo melhores condições de vida e por isso pede o uso da mais-valia para isso, contra a classe burguesa, que impõe o aumento continuado do seu lucro, resultando no acúmulo de capital. Para Marx a burguesia entende o lucro como vindo do ciclo do capital, aparecendo magicamente pelo simples fato da mercadoria trocar de mãos, esse caráter místico que encanta os olhos da burguesia e provoca a busca desenfreada pelo lucro é chamado por ele de "fetichismo".

## Mais-valia absoluta e relativa
Karl Marx chamou a atenção para o fato de que os capitalistas, uma vez pago o salário de mercado pelo uso da força de trabalho, podem lançar mão de duas estratégias para ampliar sua taxa de lucro: estender a duração da jornada de trabalho mantendo o salário constante - o que ele chama de mais-valia absoluta; ou ampliar a produtividade física do trabalho pela via da mecanização - o que ele chama de mais-valia relativa. A relatividade da mais-valia está também relacionada ao fato do lucro depender das demais condições sociais de produção, dessa forma, a mecanização produz num primeiro momento a ampliação do lucro que, num momento posterior de equalização das condições de produção, pressionam de volta o valor do produto para baixo; eis a relatividade desse aumento de ganho com a mecanização. Em fazendo esta distinção, Marx rompe com a ideia ricardiana do lucro como "resíduo" e percebe a possibilidade de os capitalistas ampliarem autonomamente suas taxas de lucro sem dependerem dos custos de simples reprodução física da mão-de-obra.
Produção de mais-valia relativa é um modo de incrementar a produção do excedente a ser apropriado pelo capitalista, porém, não é absoluto e depende do mercado na medida em que está determinada pelas condições de desenvolvimento dos meios de produção.
Já a mais-valia absoluta consiste na intensificação do ritmo de trabalho como medida de ampliação da margem de lucro do proprietário dos meios de produção, através de uma série de controles impostos aos operários, que incluem da mais severa vigilância a todos os seus atos na unidade produtiva até a cronometragem e determinação dos movimentos necessários à realização das suas tarefas. O capitalista obriga o trabalhador a trabalhar a um ritmo tal que, sem alterar a duração da jornada, produzem mais mercadorias e mais valor que sem esses controles.

## Marxismo e economia neoclássica
Segundo os marxistas, no entanto, existe um problema nas críticas neoclássicas, que é o fato de, nesta escola, o juro ser tido como a remuneração natural do capital monetário, a qual é gerada pelo seu uso produtivo; daí, na crítica de Böhm-Bawerk, os trabalhadores, ao abrirem mão de pouparem seu salário, consentirem implicitamente no lucro capitalista. Para Marx, esta noção de que o juro seja uma remuneração "natural" do capital é uma característica daquilo que ele chama, nas suas Teorias de Mais-Valia, "economia vulgar": o juro não é uma categoria natural, e sim social; para Marx, os trabalhadores não podem "escolher" gastar seus salários "mais tarde" (o que já era proposto, com o nome de "teoria da abstinência" por um pós-ricardiano, Nassau William Senior, que Marx critica n'O Capital), pela simples razão de que necessitam deles para sobreviver materialmente; o lucro, por sua vez, depende de processos de produção concretos para existir: ao se colocar um capital de longo prazo para render juros com um prazo de carência de quinze anos, e neste ínterim o negócio em que se investiu falir, fica-se tão inadimplente quanto ficaria se fosse menos "devoto"...
Para Marx, o juro é apenas e tão somente uma forma pela qual a mais-valia social geral – a soma das várias mais-valias particulares – circula ao nível microeconômico e é redistribuída entre os vários capitalistas - fundamentalmente, daqueles que realizam a produção industrial para os portadores do capital financeiro.
Existe aí, portanto, entre o marxismo e a economia neoclássica, um vácuo conceitual não facilmente resolvível, especialmente quando se trata de autores da Escola Austríaca, que, seguindo os princípios estritos do fundadores da Escola Neoclássica, o inglês William Stanley Jevons e o alemão naturalizado austríaco Menger, tentam explicar todos os fenômenos econômicos com base na ideia de utilidade marginal e não dão nenhum papel à quantidade de mão de obra na determinação do valor, contrariamente à escola neoclássica inglesa de Alfred Marshall, que, como já dito, busca uma síntese entre a Economia Clássica Inglesa, e o neoclassicismo jevoniano.